# Cape Air
Cape Air è una compagnia aerea regionale statunitense, con base a Barnstable nello stato del Massachusetts. Opera voli passeggeri essenzialmente da Hyannis e Nantucket, nel Massachusetts.

## Storia
La società fu costituita nel 1979 da Craig Stewart e Dan Wolf, due da piloti entusiasti e un poco visionari, e dall'investitore Grant Wilson. I primi voli di linea debuttarono l'anno successivo ma, data l'esiguità del mercato, furono interrotti nel 1984.
Nel 1988 l'azienda fu ricostituita con il nome Cape Air Leasing Inc. e sede a Hyannis, nel Massachussets, e i collegamenti regolari tra Provincetown e Boston ripristinati il 16 ottobre 1989. All'inizio degli anni '90 furono aggiunte nuove rotte nel Sud-Est del New England. Dal 1994 al 1995 la piccola aerolinea operò in tandem con Nantucket Airlines, aggiungendo voli giornalieri tra Hyannis e Nantucket, parimenti nel Massachusetts.

## Flotta
La flotta è costituita dai seguenti aeromobili:

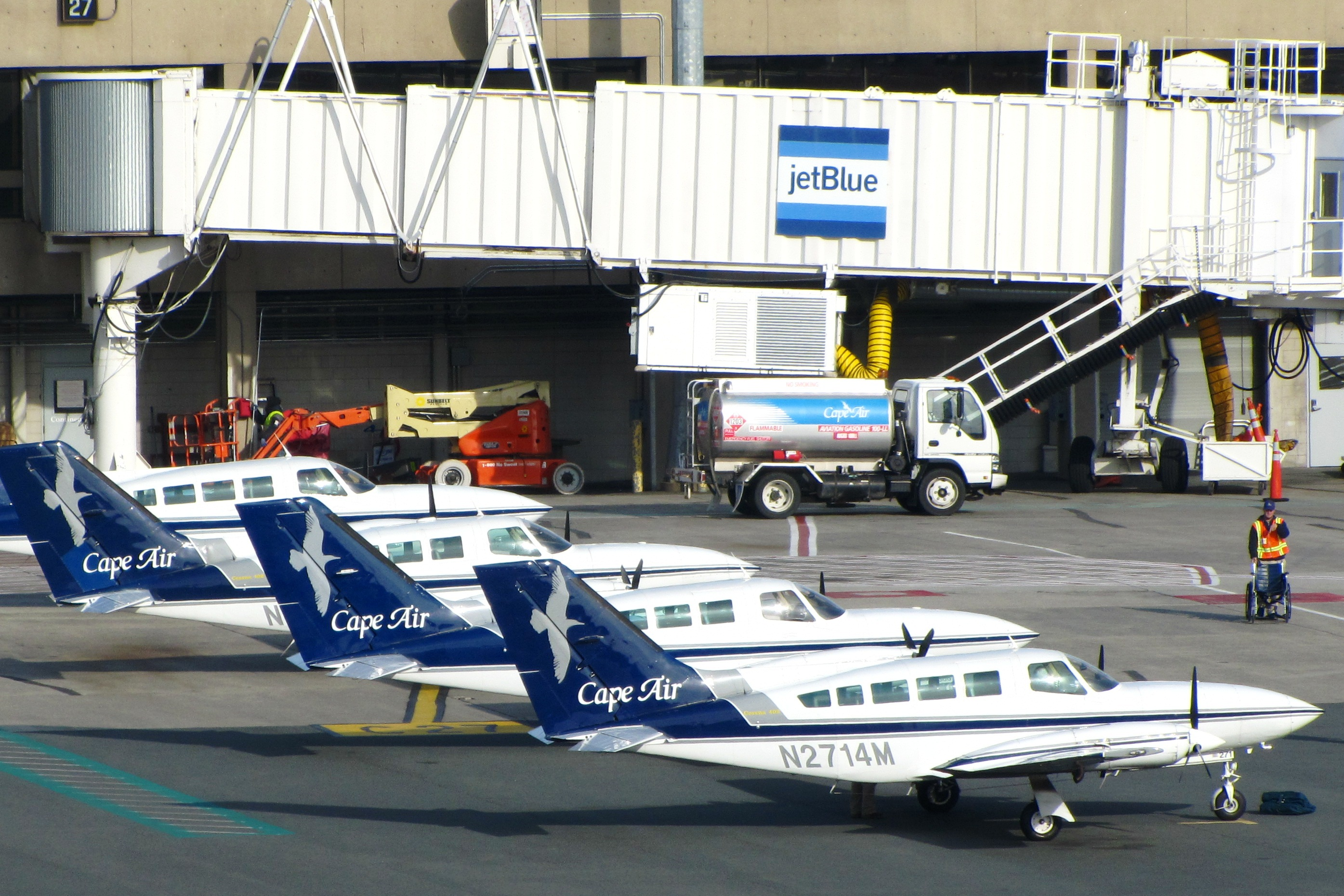
Flotta Cessna 402
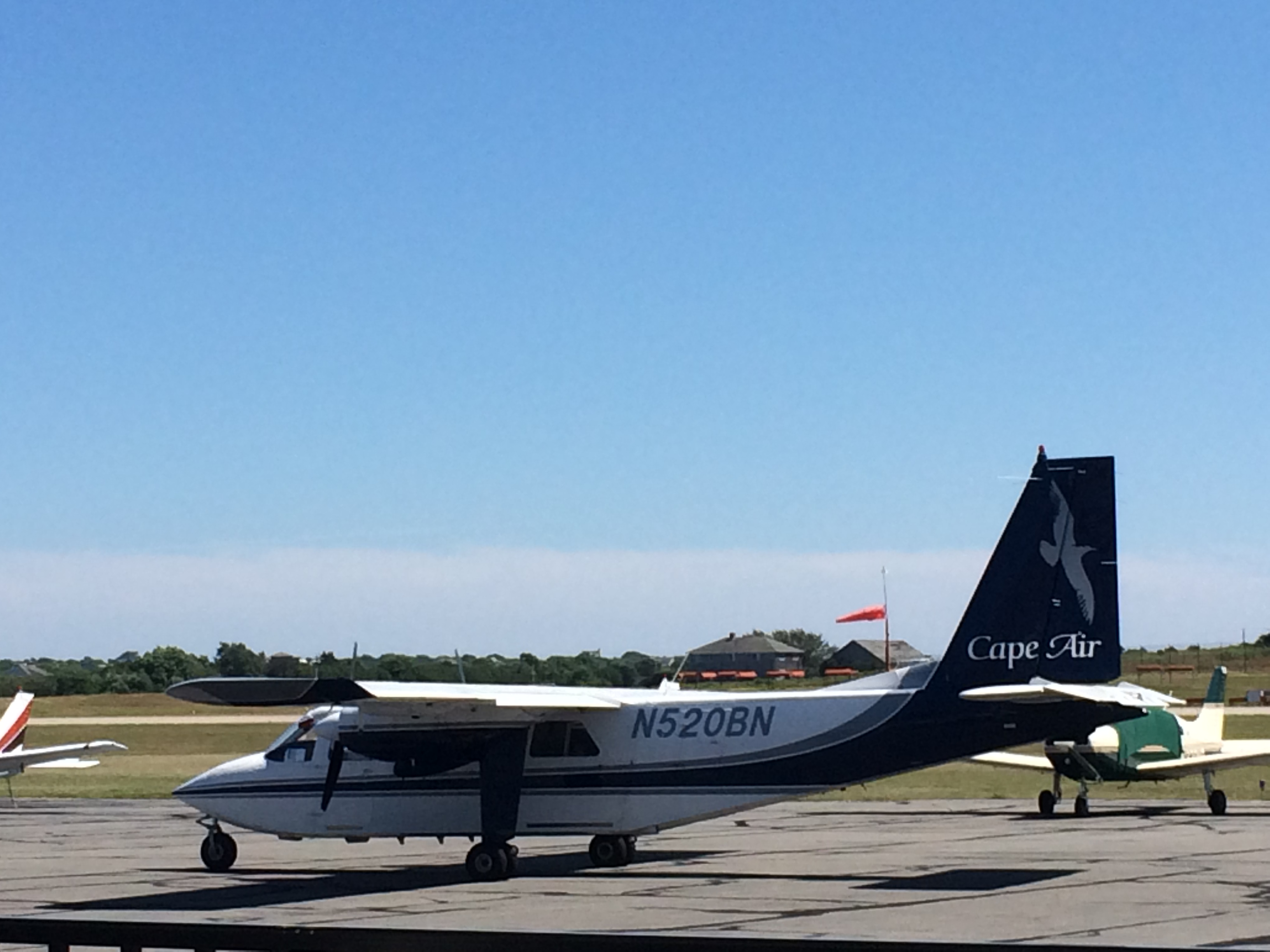
Britten-Norman BN-2 Islander